# Lois Brandwynne
Lois Brandwynne (geb. Lois Maer) ist eine US-amerikanische Pianistin und Musikpädagogin.
Brandwynne studierte am Mills College Klavier bei Egon Petri und Alexander Liberman sowie Komposition bei Darius Milhaud und
Leon Kirchner. Als Stipendiatin der University of California, Berkeley vervollkommnete sie ihre Ausbildung als Pianistin bei Leon Shure in New York und Alfred Brendel in Wien.
Sie gab Recitals in Europa und den Vereinigten Staaten und trat u. a. mit dem San Francisco Symphony Orchestra, dem San Francisco Chamber Orchestra, der Oakland Symphony und der Oakland East Bay Symphony auf. Ihr besonderes Interesse gilt der zeitgenössischen Musik. Am San Francisco Conservatory spielte sie die Uraufführung des ihr gewidmeten Klavierkonzerts Elinor Armers. Bei einem Solorecital mit der Cellistin Bonnie Hampton spielte sie in der New Yorker Merkin Hall Erstaufführungen von Kompositionen Andrew Imbries, Therese Brenets und Elinor Armers.
Als Kammermusikerin trat Brandwynne u. a. mit dem Bratschisten Walter Trampler, der Flötistin Doriot Anthony Dwyer, der Geigerin Zina Schiff und dem Cellisten Emil Miland, den San Francisco Chamber Players, der Mills Performing Group und dem Robert Bloch String Quartet auf. In der Konzertreihe San Francisco Symphony Chamber Music Sundaes arbeitete sie mehrfach mit Musikern das San Francisco Symphony Orchestra, u. a. mit dessen Konzertmeister Alexander Barantschik, zusammen. Brandwynne unterrichtet Klavier und Kammermusik an der University of California, Davis.